# 수복령

붉은 부분이 수복령

수복령(폴란드어: Ziemie Odzyskane 지에미에 오지스카네[*], 영어: Recovered Territories)은 제2차 세계 대전 이후 폴란드에 편입된 구 독일 및 단치히 자유시의 영토를 가리키는 말이다. 해당 지역의 인구는 대부분 독일인으로 이루어져 있었으며 이들은 모두 독일의 패전 전후에 독일 지역으로 강제 이주되었다. 이러한 강제 이주는 일차적으로 전쟁 도중에 소련의 붉은 군대의 진격으로 인한 피난 및 추방으로 이루어졌고, 전후 포츠담 회담에서 오데르-나이세선이 국경으로 확정되면서 결정적으로 마무리되었다.
수복령 지역은 과거 수 세기 동안 독일인이 살던 지역이므로 폴란드에서 해당 지역을 '수복령'으로 부르는 것에 관하여 논란이 있는데, 이러한 명칭의 근거로는 동방식민운동이 일어나기 전인 중세 시대의 피아스트 왕조 시기까지 해당 지역이 폴란드인의 땅이었던 점이 들어진다. 독일 측은 초기에는 이들 영토의 상실을 인정하지 않다가 결국 동독은 1950년에, 서독은 1970년에 받아들였고, 이는 독일의 재통일 이후인 1990년에 체결된 독일-폴란드 국경 조약에서 다시 확인되었다.

## 같이 보기
- 구독일 동부 영토
- 오데르-나이세선
- 동방식민운동
- 독일인의 도피 및 추방 (1944년-1950년)